# 达䗛属
达䗛属（学名：[Dajaca] 错误：{{Lang}}：文本有斜体标记（帮助）），是䗛目（竹节虫目）柄翅䗛科的一个属，分布于东南亚及中华人民共和国华南地区。
2002年中国研究人员以在海南尖峰岭发现的新种钩尾南华䗛（Nanhuaphasma hamicerum）为模式种创建了一个新属—南华䗛属（ Nanhuaphasma），在2022年被修订为本属的次定同物异名。
截止2023年10月，本属包含以下8种：
- Dajaca alata (Redtenbacher, 1906)
- Dajaca chani Seow-Choen, 1998
- Dajaca filiformis Bragg, 1992
- Dajaca monilicornis Redtenbacher, 1906
- 纳氏达䗛 Dajaca napolovi Brock, 2000
- 黑线达䗛 Dajaca nigrolineata Hennemann, Conle & Bruckner, 1996
- Dajaca swiae Seow-Choen, 2020
- 绿翅达䗛 Dajaca viridipennis Bragg, 2001